# William Edmond Logan

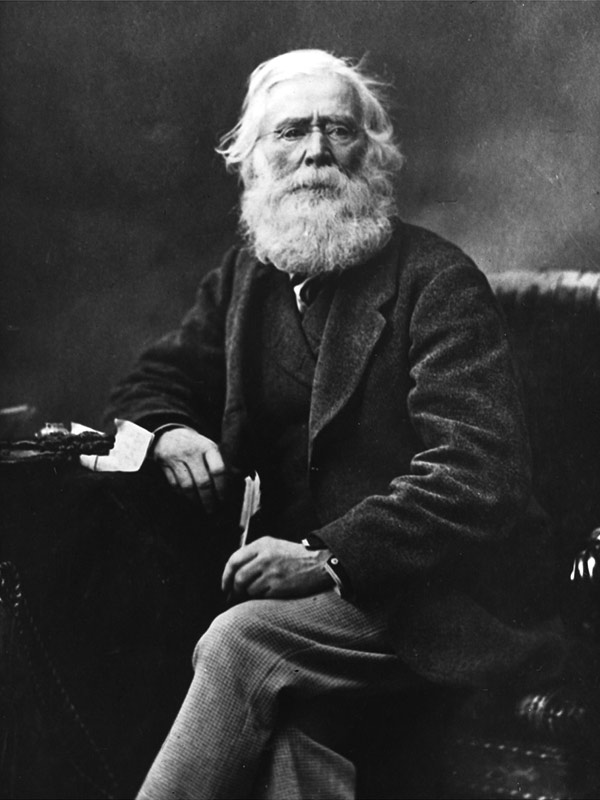
William Logan in 1869

William Edmond Logan (Montreal (Canada), 20 april 1798 - Pembrokeshire, 22 juni 1875) was een 19de-eeuws Canadees geoloog.
In 1831 startte hij met het lesgeven in geologie.
Hij maakte een geologische kaart van de kolenvelden in het zuiden van Wales. Op basis van zijn onderzoek presenteerde hij in 1840 zijn paper On the Character of the Beds of Clay Lying Immediately below the Coal-seams of South Wales, and on the Occurrence of Coal-boulders in the Pennant Grit of that District aan de Geological Society of London. Hierin beweerde hij dat de kleilagen onder het kolenveld resten waren van planten die daar groeiden en die leidden tot de aanmaak van steenkool.
In 1842 werd hem gevraagd om een geologische studie te maken van Canada. Tot in 1869 ging hij hiermee door. Hij beschreef zo de Laurentian Mountains in Canada en de Adirondacks in de staat New York.
Tijdens zijn carrière ontving hij 22 medailles, waaronder het Franse Legioen van Eer van keizer Napoleon III van Frankrijk in 1855. Hij werd ook geridderd door koningin Victoria van Engeland in 1856.
Mount Logan, de hoogste berg van Canada, draagt zijn naam als eerbetoon.
- Gemeinsame Normdatei: 117190810
- International Standard Name Identifier: 0000 0000 7395 5706
- Library of Congress Control Number: n87133941
- Nederlandse Thesaurus van Auteursnamen: 202304523
- SNAC: w6h86pq6
- Système universitaire de documentation: 145344975
- Virtual International Authority File: 63057877
- WorldCat: E39PBJvhrYQW36CyJ4vKThXrv3